# Faculdade de Educação da Universidade Federal Fluminense
A Faculdade de Educação da Universidade Federal Fluminense (FEUFF) é uma instituição brasileira que atua no campo da formação de profissionais da educação desde 1961. Além do curso de Pedagogia, a FEUFF oferece disciplinas do núcleo comum das licenciaturas da universidade, contribuindo para a formação de todos os professores egressos. Licenciaturas relacionadas: Ciências Biológicas, Ciências Sociais, Cinema e Audiovisual, Educação Física, Filosofia, Física, Geografia, História, Letras, Matemática e Química.

## História
No ano de 1946, o governo de Getúlio Vargas alavancou grandes discussões sobre o papel da universidade no Brasil num contexto de reforma da educação. Para resolver o problema da falta de professores no estado do Rio de Janeiro e formar o pensamento crítico das elites, foi fundada em Niterói a Faculdade Fluminense de Filosofia, enfatizando o ensino das ciências humanas - Filosofia, Geografia, História, Didática e Pedagogia. Quinze anos depois, em 1961, a Faculdade de Educação foi desmembrada e incorporada à Universidade Federal Fluminense, sendo considerada uma importante instituição brasileira para a formação dos profissionais da educação e da produção da pesquisa educacional. Atualmente, a FEUFF compreende diversos programas, grupos, núcleos e laboratórios nas áreas de graduação e pós-graduação com a temática de educação, retribuindo à sociedade o conhecimento produzido com ações de alfabetização de crianças das classes populares, educação de jovens e adultos, educação básica, educação popular, educação especial, dentre outras.

## Estrutura Organizacional
A FEUFF é subdividida em dois departamentos: Sociedade, Educação e Conhecimento (SSE) e Fundamentos Pedagógicos (SFP), com cerca de cem professores no total, dos quais 90% possuem titulação de doutorado.

## Graduação em Pedagogia
O curso de Pedagogia da FEUFF desenvolve pesquisa, ensino e extensão nos turnos da manhã-tarde e tarde-noite. Conforme o seu Plano Político-Pedagógico, o objetivo é a formação do pedagogo na condição de intelectual autônomo com capacidade de discernimento, crítica, criação e iniciativa no enfrentamento das diversas situações educativas. A formação oferece condições de exercer a docência e demais funções pedagógicas através do conhecimento das ciências humanas alinhadas à educação e disciplinas pedagógicas voltadas para as diversidades do trabalho no campo educacional brasileiro. O projeto do curso é compromissado com o direito público de acesso e permanência na universidade por meio de ações afirmativas. As formas de ingresso do corpo discente são promovidas anualmente pela Coordenadoria de Seleção Acadêmica da UFF (COSEAC), seguindo a forma convencional da universidade: SISU, transferência, reingresso, mudança de
curso ou mudança de localidade.

## Pós-Graduação em Educação
A FEUFF oferece os seguintes cursos de pós-graduação:
Lato Sensu nas linhas de pesquisa:
- Educação, Trabalho e Cultura Profissional: Multidimensionalidade da Práxis Docente
- Pedagogia Social para o Século XXI

Stricto Sensu (Mestrado, Doutorado) nas linhas de pesquisa:
- Ciência, Cultura e Educação (CCE)
- Diversidade, Desigualdades Sociais e Educação (DDSE)
- Estudos do Cotidiano e da Educação Popular (ECEP)
- Filosofia, Estética e Sociedade (FES)
- Intelectuais, Juventude e Educação Democrática (IJED)
- Linguagem, Cultura e Processos Formativos (LCPF)
- Políticas, Educação, Formação e Sociedade (PEFS)
- Trabalho-Educação (TE)

## Grupos de pesquisa e revistas científicas
A FEUFF produz conhecimento científico através dos seguintes grupos de pesquisa e revistas científicas vinculados à graduação e pós-graduação:
- Centro de Aprendizagens, Pesquisa e Extensão Cultura, Arte e Brinquedo em Educação (CABE)
- Formar/CNPq - Grupo de Pesquisa em Didática, formação de professores e práticas pedagógicas (FORMAR)
- Grupo de Ensino, Pesquisa e Extensão em Currículo, Conhecimento e Educação Geográfica (GEPECCEG)
- Grupo de Ensino, Pesquisa e Extensão de Formação Inicial e Permanente de Educadores de Crianças em Situação de Vulnerabilidade Social (Projeto Pipas)
- Grupo de Estudos e Pesquisas em Educação, Infância, Bebês e Crianças (GERAR)
- Grupo de Estudos e Pesquisa sobre Avaliação, Educação Popular e Escola Pública (GEPAEP)
- Grupo de Estudos e Pesquisa Sobre Processos de Formação Institucionais (GEPPROFI)
- Grupo de Divulgação, Ensino e Pesquisa em Física (GEDEP.Fis)
- Grupo de Pesquisa Estado, Trabalho, Educação e Desenvolvimento: a contribuição do pensamento crítico latino-americano
- Grupo de Pesquisa Políticas de Educação: Formação, Educação Inclusiva, Direitos Humanos e Violência Escolar
- Laboratório de Educação e Patrimônio Cultural (LABOEP)
- Laboratório de Ensino de Matemática (LABEM)
- Laboratório de História Digital, Pública e Social da Educação (LabH4)
- Laboratório sobre Acesso e Permanência na Educação Superior (LAP)
- Núcleo de Articulação do Trabalho Educativo (NUARTTE)
- Núcleo de Estudos, Documentação e Dados Sobre Trabalhos e Educação (NEDDATE)
- Núcleo de Estudos e Pesquisas em Educação Superior (NEPES)
- Núcleo de Estudos e Pesquisas em Filosofia, Política e Educação (NUFIPE)
- Nucleo de Estudos em Políticas Públicas e Instâncias de Socialização (Polis)
- Núcleo de Pesquisas e Estudos em Currículo (NUPEC)
- Observatório Jovem
- Observatório de Educação: Violência, Inclusão e Direitos Humanos
- PAAAH/SD - Programa de Atendimento a Alunos com Altas Habilidades/Superdotação (PAH/SD)
- Programa de Alfabetização e Leitura (PROALE)
- Programa de Educação sobre o Negro na Sociedade Brasileira (PENESB)
- Revista ALEPH[5]
- Revista Movimento[6]
- Revista de Pedagogia Social[7]
- Revista Querubim[8]
- Sede de Ler[9]
- Trabalho Necessário[10]